# ジョー・アーネスト・クレイン
ジョー・アーネスト・クレイン（英: Joseph Ernest Crane、1892年（明治25年）5月27日 - 1980年（昭和55年）3月30日）は、神奈川県横浜市出身のゴルフ場設計者。

## 人物
ジョー・E・クレーンは、1892年（明治25年）5月27日、横浜市保土ケ谷区神戸町に、イギリス人の貿易商の父と日本人の母の3男に生まれた。1899年（明治32年）、7歳の時、父と兵庫県神戸に移住した。長兄はハリー・C・クレイン (Harry C. Crane)、次兄はバーティ・E・クレイン (Bertie E. Crane）、末の弟のジョーの3兄弟だった。
ジョーは、長兄ハリーの影響を受け、1918年（大正7年）、26歳の頃から「神戸ゴルフ倶楽部」（兵庫県、1903年（明治36年）開場）でプレーを楽しんだ。クレイン兄弟は、六甲山頂までの交通の便が良くないことから、手軽な場所にゴルフ場があればと、1920年（大正9年）、鳴尾浜に3ホールのコースを造った。翌1921年（大正10年）、増設して9ホールのゴルフ場になった、1922年（大正11年）、日本で最初の芝のグリーンが造られた。
1920年（大正9年）、ジョーにるゴルフ場の設計第1号「垂水ゴルフ倶楽部」（兵庫県、日本で現存する6番目に歴史の古いコース）が開場された。1930年（昭和5年）、鳴尾の9ホールが、鳴尾から猪名川（現・川西市）に移転された。1920年(大正9年)、「鳴尾ゴルフ倶楽部・猪名川コース」（兵庫県）は、クレイン兄弟によって完成し、開場された。
太平洋戦争から、ジョーが1980年（昭和55年）に亡くなるまで、関西地区に設計したコースは24コースである。ジョーの設計理念は「戦略性」を重要視し、1グリインのコースであること、上級者からアベレージゴルファーまで満足させるコース造りを心掛けた。高低差のある地形や丘陵地であってもフラットなコースを造ること、ブラインドコースを避けプレーをスムーズにすること、できるだけ自然を残すことなどを重視した。

## 主な設計コース
- 1920年（大正9年）
  - 「垂水ゴルフ倶楽部」（旧・舞子カントリー倶楽部）兵庫県神戸市
- 1930年（昭和5年）
  - 「鳴尾ゴルフ倶楽部」兵庫県川西市
  - 「岡山霞橋ゴルフ倶楽部」岡山県倉敷市
- 1959年（昭和34年）
  - 「花屋敷ゴルフ倶楽部・ひろのコース」兵庫県三木市
- 1960年（昭和35年）
  - 「泉南カンツリークラブ」大阪府泉南市[2]
- 1961年（昭和36年）
  - 「三好カントリー倶楽部・西コース」愛知県三好町
  - 「西宮高原ゴルフ倶楽部」兵庫県西宮市[3]
- 1962年（昭和37年）
  - 「大熱海国際ゴルフクラブ」静岡県伊豆の国市[4]
- 1964年（昭和39年）
  - 「宝塚高原ゴルフクラブ」兵庫県宝塚市[5]
  - 「さなげカントリークラブ」愛知県豊田市
- 1965年（昭和40年）
  - 「千刈カンツリー倶楽部」兵庫県三田市
  - 「日本ダイヤモンドゴルフ倶楽部」和歌山県那智勝浦町[6]
- 1966年（昭和41年）
  - 「日清都カントリークラブ」京都府宇治市[7]
- 1969年（昭和44年）
  - 「三好カントリー倶楽部・東コース」愛知県三好町
  - 「月ヶ瀬カントリークラブ・東コース」京都府相良郡[8]
- 1972年（昭和47年）
  - 「穂高カントリークラブ」長野県安曇野市
- 1973年（昭和48年）
  - 「真庭カンツリークラブ」岡山県真庭市[9]
  - 「三田レークサイドカントリークラブ」兵庫県三田市[10]
- 1974年（昭和49年）
  - 「明智ゴルフ倶楽部」岐阜県恵那市[11]
- 1975年（昭和50年）
  - 「るり渓ゴルフクラブ」京都府南丹市園部町大河内[12]
- 1976年（昭和51年）
  - 「こんぴらレイクサイドゴルフ倶楽部・東コース」（2017年（平成29年）閉鎖）香川県まんのう町
- 1978年（昭和53年）
  - 「日本海ゴルフ倶楽部・稲葉山コース」鳥取県岩美町[13]
- 1980年（昭和55年）
  - 「篠山ゴルフ倶楽部」兵庫県篠山市[14]

## 脚註
1. 1 2 3 4 5 6 7 8 9 10 11 12  『美しい日本のゴルフコース BEAUTIFUL GOLF CULTURE IN JAPAN 日本のゴルフ110年記念 ゴルフは日本の新しい伝統文化である』、ゴルフダイジェスト社「美しい日本のゴルフコース」編纂委員会編、「ゴルフ草創期から昭和まで「戦略性」を設計理念とし24コースを手がける」、東京 ゴルフダイジェスト社、2013年12月、2021年3月5日閲覧
2. ↑  「泉南カンツリークラブ」、2021年3月4日閲覧
3. ↑  「西宮高原ゴルフ倶楽部」、2021年3月4日閲覧
4. ↑  「大熱海国際ゴルフクラブ」、2021年3月4日閲覧
5. ↑  「宝塚高原ゴルフクラブ」、2021年3月4日閲覧
6. ↑  「日本ダイヤモンドゴルフ倶楽部」、2021年3月4日閲覧
7. ↑  「日清都カントリークラブ」、2021年3月日閲4覧
8. ↑  「月ヶ瀬カントリークラブ」、2021年3月4日閲覧
9. ↑  「真庭カンツリークラブ」、2021年3月4日閲覧
10. ↑  「三田レークサイドカントリークラブ」、2021年3月4日閲覧
11. ↑  「明智ゴルフ倶楽部」、2021年3月4日閲覧
12. ↑  「るり渓ゴルフクラブ」、2021年3月4日閲覧
13. ↑  「日本海ゴルフ倶楽部」、2021年3月4日閲覧
14. ↑  「篠山ゴルフ倶楽部」、2021年3月4日閲覧

## 関連文献
- 『美しい日本のゴルフコース BEAUTIFUL GOLF CULTURE IN JAPAN 日本のゴルフ110年記念 ゴルフは日本の新しい伝統文化である』、ゴルフダイジェスト社「美しい日本のゴルフコース」編纂委員会編、「ゴルフ草創期から昭和まで「戦略性」を設計理念とし24コースを手がける」、東京 ゴルフダイジェスト社、2013年12月、2021年3月5日閲覧